# 張雲喬
張雲喬（1981年1月24日—），台灣女藝人，曾為臺灣MOMO親子台的兒童節目主持人及MOMO家族成員，以藝名糖糖姐姐主持許多兒童節目，2011年新增藝名談以喬。目前活躍於台灣各大綜藝節目，是台灣中國電視公司大陸尋奇節目外景主持人。
擔任印尼台灣商會聯合總會青商會第四屆會長。
學歷：芝山國民小學、天母國中、明倫高中、中國文化大學、世新大學碩士

## 作品經歷
- 1994 拍攝第一部廣告 道地花茶、綠茶、紅茶
- 1997 Beauty、Suger 等各女性雜誌平面模特兒
- 1998 飛龍牌原子筆廣告拍攝（Pentel）
- 1998 統一憂酪乳廣告拍攝
- 2002 華視 麻辣鮮師（飾演格格）
- 2002 遠傳 I 啦勒 369方案廣告
- 2002 PC Home 網路小天使第一名
- 2002 PC Home 網路代言人
- 2002 F4吳建豪 MV演出
- 2003 中天電視 男人真命苦 節目 外景主持人
- 2003 華視 TV三劍客 TV全民教育 外景
- 2003 日本 Ray 雜誌台灣模特兒選拔 第一名
- 2004 三立電視 “歡樂驚奇屋” 節目主持人（糖糖姊姊）
- 2004 玫琳凱彩妝平面代言人
- 2004 巧連智 英語教學DVD
- 2004 巧連智 快樂版
- 2004 快樂巧虎歷險記 舞台劇巡迴演出
- 2004 莎士比亞名劇“暴風雨”城市舞台演出 （飾演米蘭達公主）
- 2005 緯來綜合台 “校外路隊長”節目主持人（糖糖姐姐）
- 2006 衛視中文台 “驚異傳奇－明日報”單元劇演出 （飾演黎涓）
- 2005 公視 “親子劇場”客串演出
- 2006 電視廣告 白木屋喜餅
- 2006 電視廣告 IKEA新莊店/高雄店開幕
- 2006 電視廣告 幸運草金飾 林志玲手部替身
- 2006 電視廣告 滿庭香手部演員
- 2007 MOMO親子台,MOMO歡樂谷兒童節目主持人（糖糖姐姐）
- 2008 親子玩科學兒童節目主持人
- 2009 台灣藝術大學電影戲畢業製作“背影”女主角
- 2010 電影短片“捉迷藏”女主角